# Coppa panamericana maschile under 23 di pallavolo 2023
La Coppa panamericana maschile under 23 di pallavolo 2023, 6ª edizione dell'omonima competizione maschile di pallavolo, si è svolta dall'11 al 16 luglio 2023 a L'Avana, in Cuba: al torneo hanno partecipato sei squadre nazionali under 23 nordamericane e sudamericane e la vittoria finale è andata per la terza volta a Cuba.

## Impianti
|                                                                                      |  |  |
|                                                                                      |  |  |
| Coliseo de la Ciudad Deportiva Città: L'Avana Capienza: 15 000 Anno d'apertura: 1957 |  |  |

## Regolamento

### Formula
Le squadre hanno disputato una prima fase a gironi con formula del girone all'italiana; al termine della prima fase:
- Le prime due classificate hanno acceduto alla finale.
- La terza e la quarta classificata hanno acceduto alla finale per il terzo posto.
- La quinta e la sesta classificata hanno acceduto alla finale per il quinto posto.

In seguito al ritiro del Messico, gli incontri della selezione messicana sono stati omologati come sconfitte per 3-0 a tavolino (25-0, 25-0, 25-0).

### Criteri di classifica
Se il risultato finale è stato di 3-0 sono stati assegnati 5 punti alla squadra vincente e 0 a quella sconfitta, se il risultato finale è stato di 3-1 sono stati assegnati 4 punti alla squadra vincente e 1 a quella sconfitta, se il risultato finale è stato di 3-2 sono stati assegnati 3 punti alla squadra vincente e 2 a quella sconfitta.
L'ordine del posizionamento in classifica è stato definito in base a:
- Numero di partite vinte;
- Punti;
- Ratio dei set vinti/persi;
- Ratio dei punti realizzati/subiti;
- Risultati degli scontri diretti.

## Squadre partecipanti
| Squadra         | Qualificazione      | Ultima partecipazione      |
| --------------- | ------------------- | -------------------------- |
| Cile            | -                   | Messico 2016               |
| Cuba            | Paese organizzatore | Repubblica Dominicana 2021 |
| Messico         | -                   | Repubblica Dominicana 2021 |
| Nicaragua       | -                   | Guatemala 2018             |
| Perù            | -                   | Guatemala 2018             |
| Rep. Dominicana | -                   | Repubblica Dominicana 2021 |

## Torneo

### Round-robin

#### Risultati
| 11 luglio 2023 Coliseo de la Ciudad Deportiva, L'Avana Durata: 1h:54 - Spettatori: 150 | Cile            | 3 - 1 | Nicaragua       | 23-25, 25-21, 25-17, 26-24       |
| 11 luglio 2023 Coliseo de la Ciudad Deportiva, L'Avana Durata: 1h:47 - Spettatori: 200 | Perù            | 2 - 3 | Cuba            | 19-25, 25-20, 12-25, 25-21, 7-25 |
| 11 luglio 2023 Coliseo de la Ciudad Deportiva, L'Avana Durata: - - Spettatori: -       | Messico         | 0 - 3 | Rep. Dominicana | 0-25, 0-25, 0-25                 |
| 12 luglio 2023 Coliseo de la Ciudad Deportiva, L'Avana Durata: - - Spettatori: -       | Messico         | 0 - 3 | Perù            | 0-25, 0-25, 0-25                 |
| 12 luglio 2023 Coliseo de la Ciudad Deportiva, L'Avana Durata: 1h:10 - Spettatori: 100 | Cuba            | 3 - 0 | Nicaragua       | 25-16, 25-16, 25-14              |
| 12 luglio 2023 Coliseo de la Ciudad Deportiva, L'Avana Durata: 1h:15 - Spettatori: 100 | Rep. Dominicana | 3 - 0 | Cile            | 25-18, 25-17, 25-20              |
| 13 luglio 2023 Coliseo de la Ciudad Deportiva, L'Avana Durata: 1h:57 - Spettatori: 100 | Perù            | 1 - 3 | Rep. Dominicana | 11-25, 23-25, 25-23, 21-25       |
| 13 luglio 2023 Coliseo de la Ciudad Deportiva, L'Avana Durata: 1h:31 - Spettatori: 220 | Cile            | 0 - 3 | Cuba            | 17-25, 21-25, 20-25              |
| 13 luglio 2023 Coliseo de la Ciudad Deportiva, L'Avana Durata: - - Spettatori: -       | Nicaragua       | 3 - 0 | Messico         | 25-0, 25-0, 25-0                 |
| 14 luglio 2023 Coliseo de la Ciudad Deportiva, L'Avana Durata: 1h:12 - Spettatori: 100 | Perù            | 3 - 0 | Cile            | 25-12, 25-14, 25-20              |
| 14 luglio 2023 Coliseo de la Ciudad Deportiva, L'Avana Durata: - - Spettatori: -       | Cuba            | 3 - 0 | Messico         | 25-0, 25-0, 25-0                 |
| 14 luglio 2023 Coliseo de la Ciudad Deportiva, L'Avana Durata: 1h:00 - Spettatori: 300 | Rep. Dominicana | 3 - 0 | Nicaragua       | 25-16, 25-14, 25-18              |
| 15 luglio 2023 Coliseo de la Ciudad Deportiva, L'Avana Durata: 1h:07 - Spettatori: 100 | Nicaragua       | 0 - 3 | Perù            | 15-25, 22-25, 17-25              |
| 15 luglio 2023 Coliseo de la Ciudad Deportiva, L'Avana Durata: 1h:34 - Spettatori: 300 | Rep. Dominicana | 1 - 3 | Cuba            | 25-27, 18-25, 25-23, 12-25       |
| 15 luglio 2023 Coliseo de la Ciudad Deportiva, L'Avana Durata: - - Spettatori: -       | Cile            | 3 - 0 | Messico         | 25-0, 25-0, 25-0                 |

#### Classifica
| Pos. | Squadra         | Pt | G | V | P | SV | SP | Ratio | PF  | PS  | Ratio |
| ---- | --------------- | -- | - | - | - | -- | -- | ----- | --- | --- | ----- |
| 1.   | Cuba            | 22 | 5 | 5 | 0 | 15 | 3  | 5,000 | 431 | 272 | 1,585 |
| 2.   | Rep. Dominicana | 20 | 5 | 4 | 1 | 13 | 4  | 3,250 | 403 | 283 | 1,424 |
| 3.   | Perù            | 18 | 5 | 3 | 2 | 12 | 6  | 2,000 | 393 | 304 | 1,293 |
| 4.   | Cile            | 9  | 5 | 2 | 3 | 6  | 10 | 0,600 | 333 | 312 | 1,067 |
| 5.   | Nicaragua       | 6  | 5 | 1 | 4 | 4  | 12 | 0,333 | 310 | 324 | 0,957 |
| 6.   | Messico         | 0  | 5 | 0 | 5 | 0  | 15 | 0,000 | 0   | 375 | 0,000 |

      Qualificata alla fase finale per il primo posto.
      Qualificata alla fase finale per il terzo posto.
      Qualificata alla fase finale per il quinto posto.

### Finale 5º posto
| 16 luglio 2023 Coliseo de la Ciudad Deportiva, L'Avana Durata: - - Spettatori: - | Nicaragua | 3 - 0 | Messico | 25-0, 25-0, 25-0 |

### Finale 3º posto
| 16 luglio 2023 Coliseo de la Ciudad Deportiva, L'Avana Durata: 1h:17 - Spettatori: 100 | Perù | 3 - 0 | Cile | 26-24, 25-11, 25-22 |

### Finale
| 16 luglio 2023 Coliseo de la Ciudad Deportiva, L'Avana Durata: 1h:20 - Spettatori: 500 | Cuba | 3 - 0 | Rep. Dominicana | 35-33, 25-21, 25-14 |

## Classifica finale
| Pos     | Squadra         | Rosa |
| ------- | --------------- | --- |
| Oro     | Cuba            | Formazione: 1 Chirino, 2 Mc Kentochi, 3 Wilson, 4 Camino, 6 Y. González, 8 Lawrence, 9 A. González, 10 T. Suárez, 11 Á. Suárez, 12 Gómez, 14 Valle, 17 Contreras, CT: Cruz |
| Argento | Rep. Dominicana | Formazione: 1 Figueroa, 2 Castillo, 3 Rojas, 4 Torres, 5 M. Ortiz, 6 Soliman, 8 E. Ortiz, 9 Gómez, 12 Pepen, 13 Molina, 14 Ramírez, 15 Rosario, CT: Mañón                  |
| Bronzo  | Perù            | Formazione: 1 Vertiz, 2 Blanco, 3 La Jara, 6 La Torre, 7 Gushiken, 10 Despaigne, 11 Bustamante, 12 Porras, 18 Chicoma, 19 Lujan, 21 Ñiquen, 25 Morón, CT: Gala             |
| 4       | Cile            | Formazione: 1 Matus, 2 Espinoza, 5 Valenzuela, 6 Ruiz, 7 Gei, 8 Carreño, 9 Rafaeli, 11 Villarroel, 13 Quidel, 14 Urra, 15 San Martin, 21 Fuentes, CT: Villarreal           |
| 5       | Nicaragua       | Formazione: 1 Cruz, 3 Hernández, 5 Pacheco, 6 Castillo, 7 León, 8 Gómez, 9 Espinoza, 10 Blandón, 12 Palacios, 13 García, 14 Peralta, 17 Navas, CT: Mena                    |
| 6       | Messico         | - |

|  |  | Qualificate ai II Giochi panamericani giovanili |

## Premi individuali
| Premio                | Nome               | Squadra         |
| --------------------- | ------------------ | --------------- |
| MVP                   | Alejandro González | Cuba            |
| Miglior realizzatore  | Alejandro González | Cuba            |
| Miglior servizio      | Alejandro González | Cuba            |
| Miglior difesa        | Yumichael Lawrence | Cuba            |
| Miglior ricevitore    | Leonel Despaigne   | Perù            |
| Miglior palleggiatore | Adrián Chirino     | Cuba            |
| Miglior opposto       | Alejandro González | Cuba            |
| Miglior schiacciatore | José Gómez         | Cuba            |
| Miglior schiacciatore | Sebastián Blanco   | Perù            |
| Miglior centrale      | Alexander Ortiz    | Rep. Dominicana |
| Miglior centrale      | Luther Rosario     | Rep. Dominicana |
| Miglior libero        | Yumichael Lawrence | Cuba            |